# Heinrich Graetz
Heinrich Graetz (31 de octubre de 1817 - 7 de septiembre de 1891) fue uno de los primeros historiadores en escribir una historia completa del pueblo judío desde una perspectiva judía.

## Carrera
Nacido Tzvi Hirsh Graetz en una familia de carniceros en Xions (ahora Książ Wielkopolski, Gran Ducado de Posen, en el Reino de Prusia, ahora en Polonia), asistió a la Universidad de Breslavia, pero cuando a los judíos se les prohibió obtener el doctorado, se marchó a la Universidad de Jena, donde obtuvo ese grado académico. 
Después de 1845 fue director de la escuela ortodoxa judía de la comunidad de Breslavia, y luego enseñó historia en el Seminario Teológico Judío en Breslavia.
En 1869 la Universidad de Breslavia le otorgó el título de Profesor Honorario.

## Historia de los judíos
Su monumental Geschichte der Juden («Historia de los judíos»), publicada entre 1853 y 1875, fue rápidamente traducida a otras lenguas y despertó un interés mundial por la historia judía. Cuando Graetz escribió la obra, la integración política y cívica de los judíos en las sociedades europeas era una cuestión candente, así como el largo combate para la emancipación de los judíos en el espacio germánico, que no se lograría hasta 1871. Por eso en esa obra se ocupa de la edad de oro de los judíos en Al-Ándalus.
Como ha destacado Emmanuelle Tixier du Mesnil, de la Universidad de París X Nanterre, «el ejemplo andalusí es presentado como un precedente de integración en una sociedad mayoritariamente no judía, por el juego de la aculturación, en el sentido positivo del término, que permite una regeneración y un refuerzo de la cultura pero también de la religión judía. La posibilidad misma de practicar su religión testimonia la apertura y la riqueza cultural de las sociedades de acogida, de las que adopta la lengua, aquí el árabe, allá el alemán».
En esta obra Graetz escribe sobre Al-Ándalus: «En esos tiempos, los califas de España eran en efecto soberanos libres de prejuicios, que protegían a todos los hombres de talento sin preguntar sobre su religión… Siguiendo el ejemplo de los árabes, [los judíos] se apasionaron por la poesía y las ciencias. Para ellos también, España se convierte en un jardín delicioso donde florecían una bella y feliz poesía, el país del estudio y las investigaciones».

## Obras
- Historia de los judíos, 1891
- Historia popular de los judíos, 1880
- Historia de julio de 1884
- Los Libros Sagrados del Judaísmo: Escritura, Historia y Filosofía del Judaísmo
- Influencia del judaísmo en la reforma protestante